# Івані Блонден
Івані Блонден (2 квітня 1990 , Оттава ) — канадська ковзанярка, олімпійська чемпіонка 2022 року, призерка чемпіонатів світу.

## Олімпійські ігри
| Рік  | Місто                     | 1500 метрів | 3000 метрів | 5000 метрів | Командна гонка | Масстарт |
| ---- | ------------------------- | ----------- | ----------- | ----------- | -------------- | -------- |
| 2014 | Сочі, Росія               |             | 24          | 14          | 5              |          |
| 2018 | Пхьончхан, Південна Корея | —           | 6           | 5           | 4              | 19       |
| 2022 | Пекін, Китай              | 13          | 14          | —           | 1              | 2        |